# 윤스테이
《윤스테이》는 대한민국의 리얼리티 텔레비전 프로그램이다. 2021년 1월 8일부터 2021년 4월 2일까지 tvN에서 방송되었으며, 《윤식당》의 3번째 시리즈였다.

## 주요 요리

### 가을 영업
- 부각
- 닭강정
- 궁중떡볶이
- 떡갈비
- 고추장 불고기

### 겨울 영업
- 찜닭
- 메밀 전병
- 수육
- 산적

## 촬영 장소
- 전라남도 구례군

## 결방
- 2021년 2월 12일 : 설날특선영화 편성으로 결방.